# Salón de belleza

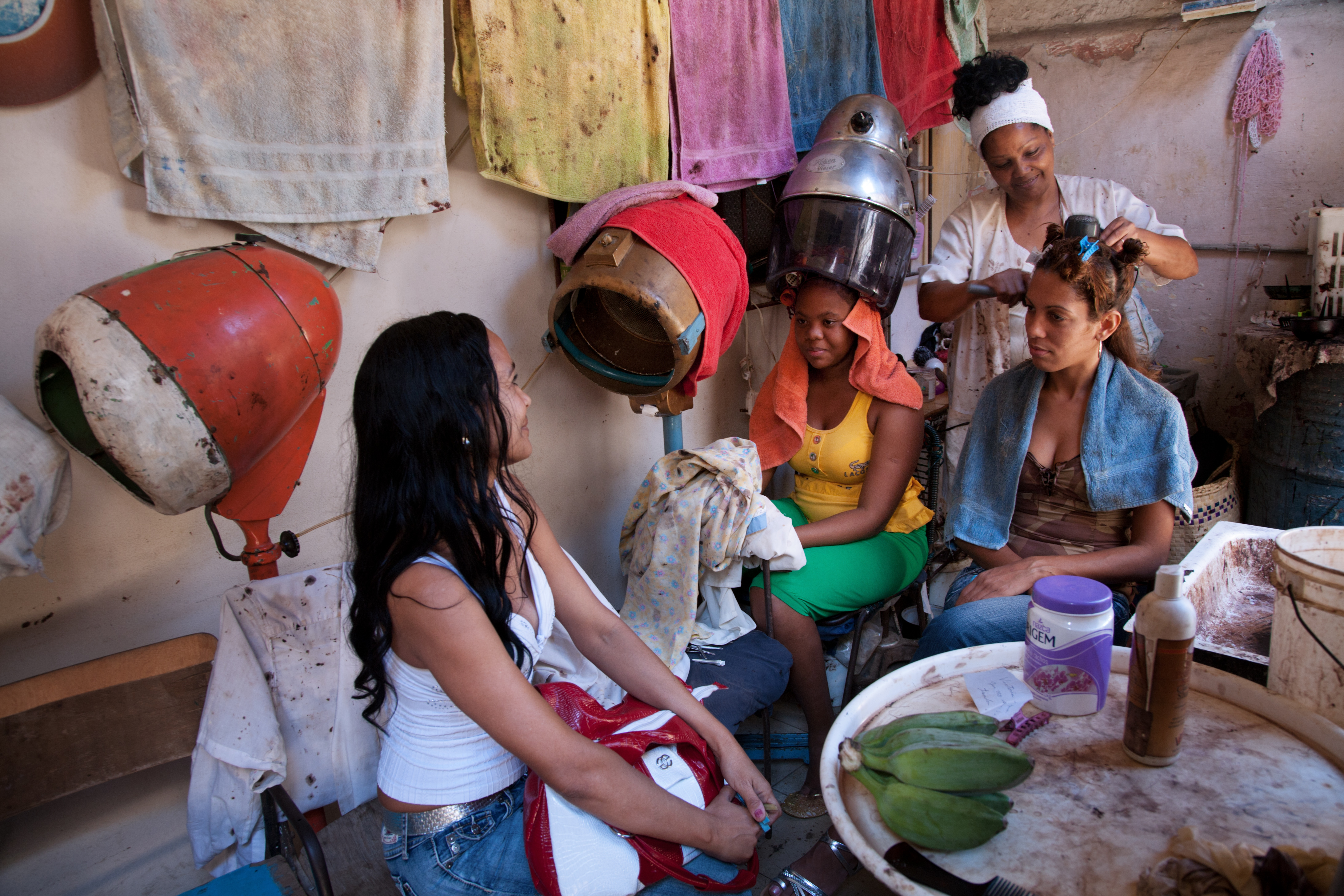
Salón de belleza en La Habana, Cuba.

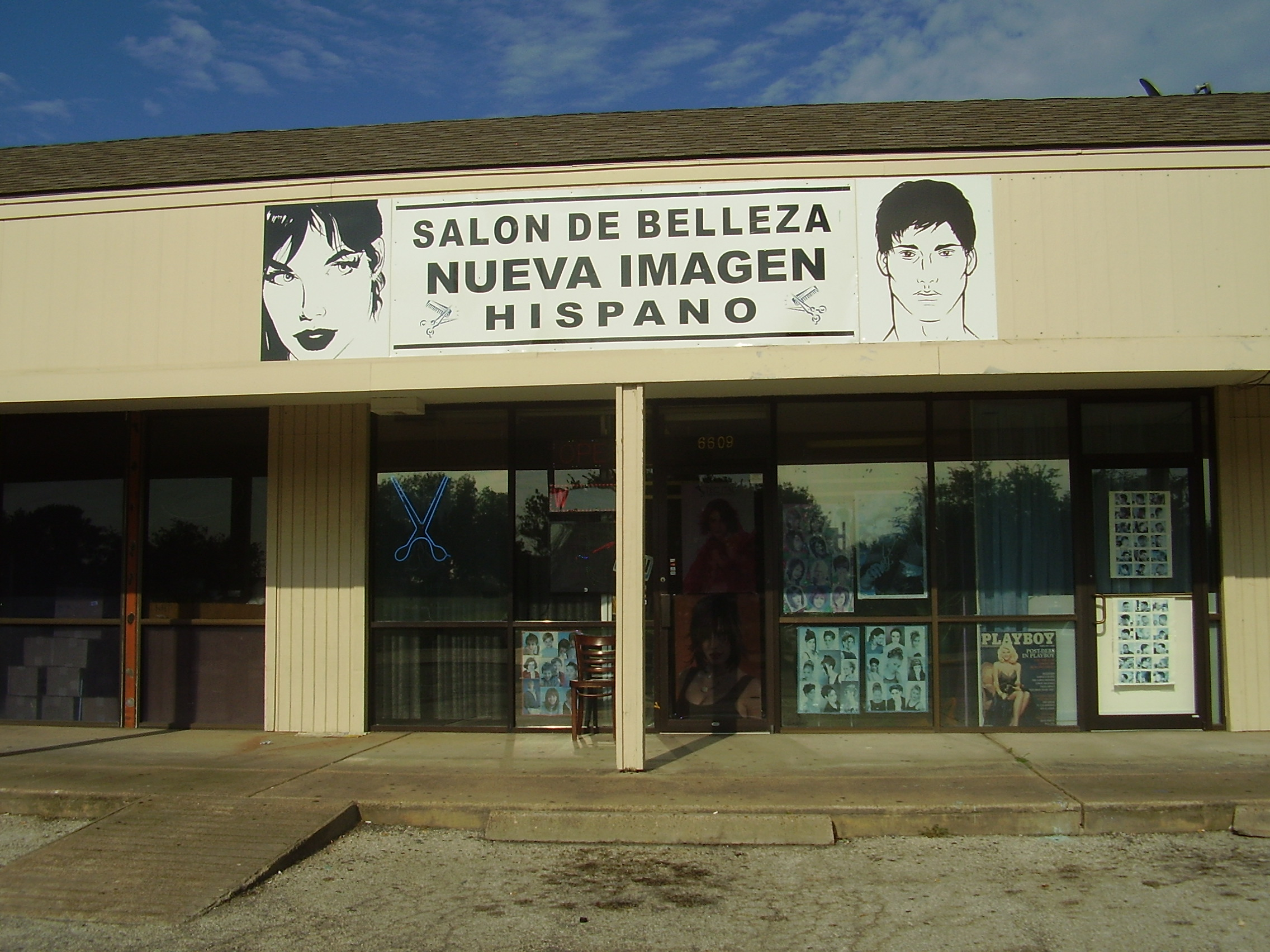
Un salón de belleza en Greater Sharpstown, Houston, Texas, Estados Unidos

Un salón de belleza o estética es un establecimiento comercial que ofrece a sus clientes  tratamientos para el embellecimiento, conservación e higiene de la piel, con el fin primordial de promocionar la imagen saludable de sus clientes. Los salones de belleza deben estar atendidos y dirigidos por expertos a los que se denomina esteticistas. En los salones se venden productos cosméticos de línea profesional.

## Historia
Primeramente en el antiguo Egipto se cuidaba mucho la apariencia física pero no se tenía un lugar específico para practicar sus actividades tales como: los baños de leche, exfoliaciones de la piel, maquillaje en el rostro, manicura,los cortes de cabello, entre otras cosas más simbólicas de la época.
No fue hasta la Antigua Grecia cuando los salones de belleza comenzaron a tener un lugar en la sociedad, donde sólo se peinaban las cabezas más selectas. Esto comenzó a partir del nacimiento de las expresiones artísticas y la vanidad adquirida gracias a las que se empezó a utilizar grasa animal y mezclas de hierbas que recolectaban para crear cremas y maquillajes que eran exclusivos de la clase alta para embellecerse un poco más, dando pauta a todo tipo de soluciones, peinados, joyas, vestimenta, etc.
El moderno concepto de salón de belleza femenina fue desarrollado por una canadiense, Martha Matilde Harper (1857-1950), quien de alguna manera inventó también el concepto actual de franquicias en los negocios.

### Renacimiento
El cuidado personal fue algo muy simbólico en el Renacimiento, donde los peinados de los griegos, por ejemplo, se volvieron a imitar usando trenzas y moños perfectos al igual que coronas y joyas; la diferencia era que estos elementos podían ser usados por toda la sociedad y no solo por quienes tenían un alto rango, como el uso de lociones y perfumes.

### Barroco
En esta etapa La Corte le da suma importancia a las fiestas y a la belleza pero a su vez descuidaron mucho al Estado por permitirse estos lujos.Se usaban muchas joyas y accesorios que llegaban a lo extravagante. Tanto las mujeres como los hombres le daban mucho cuidado a su cabello y vestimenta, al grado de tener que soportar telas rígidas o peinados y zapatos que lastimaban y podrían perjudicar la salud de las personas solo por seguir el paso de la moda.

### sigloXIX
Con la Revolución Francesa y la Revolución Industrial se instauró la sencillez como línea a seguir en todos los sentidos, dejando de usarse las pelucas y abalorios de fantasía. Aumentaron las medidas higiénicas y surgieron nuevas profesiones, entre ellas, la peluquería. Los peluqueros trabajaban sobre todo a domicilio en el caso de las mujeres de la burguesía; los hombres en cambio continuaban acudiendo al barbero a cortarse el cabello.

### sigloXX

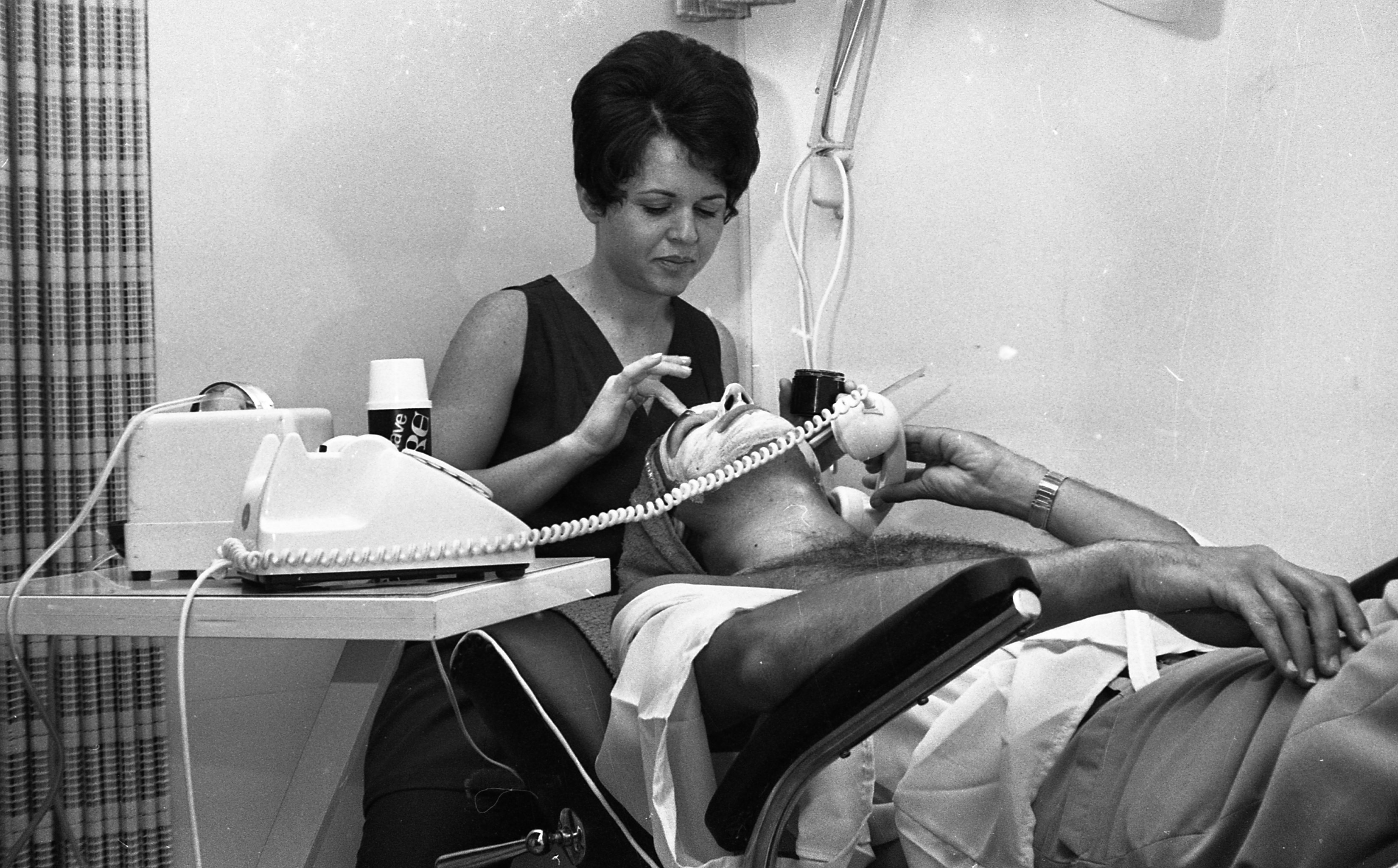
Primer salón de belleza para hombres en Tel Aviv, Israel, 1969.

Durante los siglos XIX y XX, la actividad de los salones de belleza se centró principalmente en las mujeres, que estaban sometidas a una presión social sobre su belleza física, sin duda reforzada por el desarrollo de la fotografía y el cine, y, de este modo, se convertían en consumidoras de consejos y servicios. La apertura de estos salones de belleza a los hombres sigue siendo tímida, aunque se pueden identificar algunas iniciativas. Pero sobre todo, durante los siglos XX y XXI, a los dos pilares de difusión de consejos que representaban estos salones de belleza y las revistas femeninas, se ha sumado ahora Internet con detallados videos sobre el uso y los resultados obtenidos con tal o cual producto, el intercambio a través de redes sociales (YouTube, Instagram, etc.), el deseo de hacerlo todo uno mismo, así como el desarrollo del papel de los influencers, que pueden parecer más cercanos que los asesores profesionales. Estos especialistas temían que el período de pandemia y las medidas de contención a principios de los años 2020 aceleraran aún más la transición de los salones de belleza físicos a Internet. Sin embargo, parece que los consumidores buscan comunicación, pero también que la visita a los salones de belleza es más bien una oportunidad para descubrir algo nuevo, a diferencia del mecanismo de “burbuja de afinidad” que surge debido a los algoritmos de las redes sociales.
Los salones de belleza también intentan retener a sus clientes ofreciendo servicios más integrales, por ejemplo, combinando tratamientos estéticos con masajes, prácticas deportivas ligeras o clases de yoga. Los salones modernos prestan servicios de un nivel más alto, utilizando no solo productos profesionales de mayor calidad, sino también programas informáticos modernos, por ejemplo, software universal para la planificación del trabajo del salón, diseñado para una gestión eficaz del tiempo y la simplificación de las tareas diarias.

## Riesgo de enfermedades infecciosas en los salones de belleza
Las personas que trabajan en salones de belleza incluyen peluqueros, especialistas en manicura, cosmetólogos y otros trabajadores estéticos licenciados. Quienes trabajan en salones de belleza están expuestos al riesgo de contraer enfermedades. infecciosas. Las causas de esto son el contacto físico directo entre el trabajador y el cliente, así como la cantidad y uso de herramientas que pueden causar daños en la piel, aumentando la exposición a patógenos infecciosos como bacterias, virus y hongos. Las investigaciones han demostrado que los salones de belleza a menudo son focos de infecciones, como las infecciones resistentes a antibióticos del estafilococo dorado (MRSA) y las infecciones fúngicas, que pueden propagarse fácilmente a través de cortes o rasguños que ocurren durante los procedimientos estéticos. Además, enfermedades infecciosas como el VIH, hepatitis B y C, herpes, infecciones fúngicas crónicas, piojos, así como infecciones oculares y cutáneas han sido asociadas con los salones de belleza.